# Pennyworth
Pennyworth est une série télévisée dramatique américaine en trente épisodes d'environ 50 minutes produite par Bruno Heller, diffusée entre le 28 juillet 2019 et le 24 novembre 2022 sur la chaîne Epix pour les deux premières saisons, et HBO Max pour la troisième. Elle met en scène le personnage de DC Comics Alfred Pennyworth, créé par Bob Kane et Bill Finger dans les comics Batman. Bruno Heller a aussi créé la série Gotham, une autre série inspirée de l'univers de Batman.
Au Québec, la série est disponible depuis le 21 novembre 2019 sur Club Illico, et en France, à partir du 9 décembre 2019 sur le service Prime Video. Néanmoins, elle reste pour le moment inédite dans les autres pays francophones.

## Synopsis
À Londres, dans les années 1960, Alfred Pennyworth, futur majordome de Batman, officie au sein des forces spéciales britanniques. Il va faire la connaissance du milliardaire américain Thomas Wayne.
Cet événement se passe avant le drame face à Joe Chill.

## Distribution

### Acteurs principaux
- Jack Bannon (VF : Jim Redler) : Alfred Pennyworth
- Ben Aldridge (VF : Thomas Roditi) : Thomas Wayne
- Hainsley Lloyd Bennett (VF : Mike Fédée) : Deon « Bazza » Bashford
- Ryan Fletcher (en) (VF : Jeff Esperansa)  : Wallace « Dave Boy » McDougal
- Dorothy Atkinson (en) (VF : Natacha Muller) : Mary Pennyworth
- Ian Puleston-Davies (en) (VF : Thierry Hancisse) : Arthur Pennyworth
- Paloma Faith (VF : Diane Dassigny) : Bet Sykes
- Jason Flemyng (VF : Bruno Dubernat) : Lord James Harwood
- Polly Walker (VF : Juliette Degenne) : Peggy Sykes
- Emma Paetz (VF : Ingrid Donnadieu) : Martha Wayne

### Acteurs récurrents
- Emma Corrin (VF : Barbara Probst) : Esme Winikus
- Jessica Ellerby (VF : Chloé Berthier) : la Reine
- Danny Webb (VF : Gérard Surugue) : John Ripper
- Richard Clothier (VF : Jean-Philippe Puymartin) : Le Premier Ministre
- Ben Wiggins (VF : Nicolas Duquesnoy) : Spanish
- Saikat Ahamed (en) (VF : Eric Marchal) : M. Chadley
- Ramon Tikaram (en) (VF : Bernard Bollet) : Inspecteur Aziz
- Simon Day (en) (VF : Philippe Ariotti) : Sid Onslow
- Harriet Slater (VF : Camille Timmerman) : Sandra Onslow
- Jennie Goossens (VF : Françoise Rigal) : Mme Spicer
- Steve Edwin (VF : Michel Laroussi) : M. Spicer
- Anna Chancellor (VF : Pascale Vital) : Frances Gaunt
- Sarah Alexander (VF : Micky Sébastian) : Undine Thwaite
- Charlie Woodward (VF : Romain Altché) : Capitaine John Curzon
- Edward Hogg (VF : Hervé Rey) : Colonel John Salt

- Version française
  - Société de doublage : Dubbing Brothers[5],[6]
  - Direction artistique : Stanislas Forlani[5],[6]
  - Adaptation des dialogues :  Laurence Fattelay et François Dubuc[6]

 Source et légende : version française (VF) sur RS Doublage et Doublage Séries Database

## Production

### Genèse et développement
En mai 2018, il est annoncé que la chaine Epix a validé la production de la première saison de dix épisodes d'une série écrite par Bruno Heller et réalisée par Danny Cannon, également producteurs. La production sera également assurée par Warner Horizon Television, filiale de Warner Bros. Television,,,. En février 2019, lors de la tournée presse d'hiver de la Television Critics Association, il est annoncé que la série sera diffusée dès juin 2019.
Le 30 octobre 2019, la chaîne Epix annonce le renouvellement de la série pour une deuxième saison. Elle sera diffusée à partir du 13 décembre 2020.
Le 1er février 2023, HBO Max annule la série.

### Choix des interprètes
En octobre 2018, Jack Bannon, Ben Aldridge, Ryan Fletcher, Hainsley Lloyd Bennett, Paloma Faith et Jason Flemyng sont annoncés dans des rôles principaux,,,,. Polly Walker est confirmée dans un rôle récurrent en décembre 2018. En mars 2019, Emma Paetz et Jessica Ellerby dans les rôles respectifs de Martha Wayne et de la Reine.

### Tournage
Le tournage débute le 22 octobre 2018 dans les Warner Bros. Studios Leavesden en Angleterre. Quelques scènes sont tournées à Londres.

## Épisodes

### Première saison (2019)
1. Esme Winikus (Pilot)
2. Sandra Onslow (The Landlord's Daughter)
3. Martha Kane (Martha Kane)
4. Lady Penelope (Lady Penelope)
5. Shirley Bassey (Shirley Bassey)
6. Cilla Black (Cilla Black)
7. Julie Christie (Julie Christie)
8. Sandie Shaw (Sandie Shaw)
9. Alma Cogan (Alma Cogan)
10. Marianne Faithful (Marianne Faithful)

### Deuxième saison (2020-2021)
1. Lourde est la couronne (The Heavy Crown)
2. Brûler ses vaisseaux (The Burning Bridge)
3. D'une pierre deux coups (The Belt and Welt)
4. Projet Stormcloud (The Hunted Fox)
5. La Dernière reprise (The Bleeding Heart)
6. La Rose et l'épine (The Rose and Thorn)
7. Le Grand départ (The Bloody Mary)
8. Nœud coulant (The Hangman's Noose)
9. Le Paradis perdu (Paradise Lost)
10. Le Lion et l'agneau (The Lion and Lamb)

### Troisième saison:The Origin of Batman's Butler(2022)
Elle a été mise en ligne à partir du 6 octobre 2022 sur HBO Max avant d'être diffusée sur MGM+ en 2023.
1. Well to Do
2. Many Clouds
3. Comply or Die
4. Silver Birch
5. Rhyme 'n' Reason
6. Hedgehunter
7. Don't Push It
8. Red Marauder
9. Rag Trade
10. Highland Wedding